# Rambøll Informatik
Rambøll Informatik var et it-hus i med speciale inden for rådgivning, it-udvikling og it-drift, der leverede it-løsninger til offentlige og private virksomheder i Danmark og Sverige. Selskabet havde kontorer i Ørestad og Stockholm, og beskæftigede 250 personer (pr. 2010).
Rambøll Informatik var et selvstændigt selskab i Rambøll Gruppen.
KMD A/S har den 31. august 2011 overtaget Rambøll Informatik A/S og dets svenske datterselskab Ramböll Informatik AB. Selskaberne har skiftet navn til henholdsvis KMD Informatik A/S og KMD Informatik AB. KMD Informatik A/S er i efteråret 2011 fusioneret med KMD A/S.